# Fannia arcuata
Fannia arcuata är en tvåvingeart som beskrevs av Chillcott 1961. Fannia arcuata ingår i släktet Fannia och familjen takdansflugor. Inga underarter finns listade i Catalogue of Life.